# Плюше, Ноэль Антуан

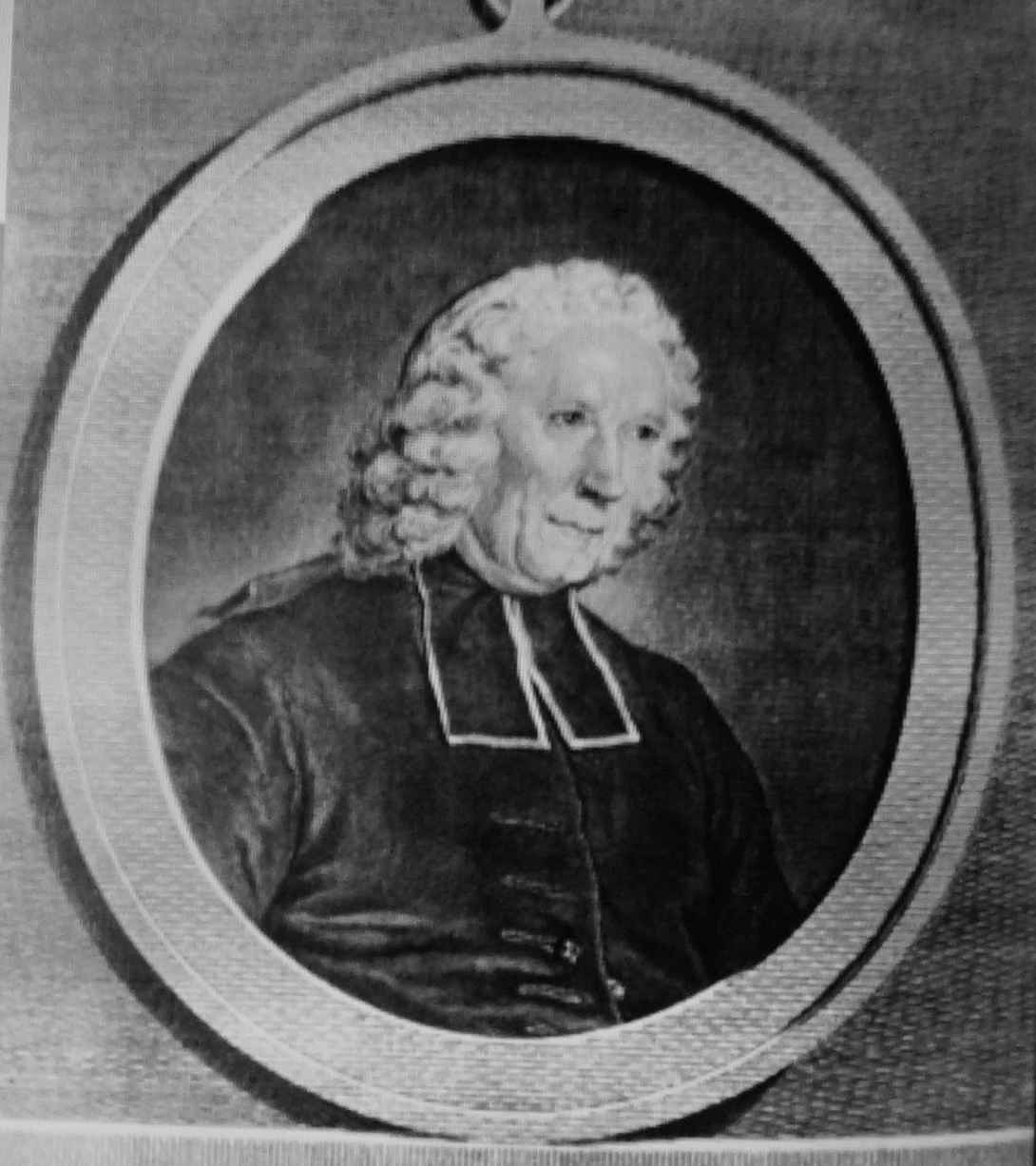

Ноэль-Антуан Плюше (правильно Плюш; фр. Noël-Antoine Pluche) или аббат Плюше (13 ноября 1688 — 19 ноября 1761) — французский священник в XVIII веке. Сегодня известен благодаря своему труду «Природный спектакль» (Spectacle de la nature), наиболее заметной работе в естествознании.
Плюше — сын булочника — родился на улице, которая теперь носит его имя; стал преподавателем риторики. Епископ Лана сделал его главой городского коллежа. От принял это назначение во избежание преследования со стороны папской буллы Унигенитуса (в 1713 г.).
Он был отозван в 1749 году в Ла Варенн-Сен-Мар, где и умер позднее.
Его работа «Spectacle de la nature, ou Entretiens sur les particularités de l’Histoire naturelle qui ont paru les plus propres à rendre les jeunes gens curieux et à leur former l’esprit» была опубликована в 1732 г. и переведена на множество языков по всей Европе. Хотя этот труд сподвинул многих читателей стать натуралистами, целью этой работы была популяризация, а не наука.
Другие работы:
- «Histoire du ciel considéré selon les idées des poètes, des philosophes et de Moïse, où l’on fait voir : 1° l’origine du ciel poétique, 2° la méprise des philosophes sur la fabrique du ciel et de la terre, 3° la conformité de l’expérience avec la seule physique de Moïse» (1739)
- «De Linguarum artificio et doctrina» (1751)
- «Concorde de la géographie des différens âges» (1764)
- «Lettre sur la sainte ampoule et sur le sacre de nos Rois à Reims». (1775)